# Gilbert G. Groud

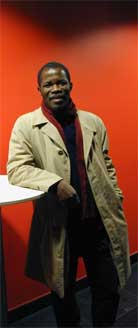
Groud, 2006

Gnangbei Gilbert, Groud G. Gilbert (Glacon, Toulépleu, 1956) es un pintor, escritor y artista gráfico marfileño. 

## Biografía
Tiene 23 hermanos y medio hermanos, su padre es polígamo. Su madre era bailarina y su padre artista. Estudió bellas artes y comunicación en el Instituto nacional de artes de Abiyán y debutó con la trilogía en cómic Magie Noire en 2003.
Además, ha trabajado en el diseño gráfico y la publicidad, diseñando cabeceras de periódicos, sellos, web sites y logos. En su obra habla de temas como el SIDA y la ablación. Desde 2006 vive como refugiado en Suiza.